# ホイホイレコード
ホイホイレコード(Hoy-Hoy Records)はライブ・レコーディングを主体とした日本のインディーズ・レーベルである。

## 沿革
2000年
金森幸介 、 有山じゅんじ 、北村和哉 によってポカポカレコード を設立。ホイホイレコードは同レーベルを母体としている。ポカポカレコードとしては、金森幸介 / 有山じゅんじ「ふたりは」と金森幸介「ちがう言葉」（コーラス：有山じゅんじ）を発表。
2008年
金森幸介のライブ・ツアーによって「お持ち帰りライブ」CD−Rをスタートさせる。
2009年
コンサート記念Tシャツの制作・販売部門を設立。

## 主なレコーディング・アーティスト

### 邦楽
- 金森幸介
- 中川イサト
- 大塚まさじ
- 小野一穂
- 野澤享司
- 吉村瞳
- センチメンタル・シティ・ロマンス
- uncle jam / 伊藤銀次&黒沢秀樹
- ドリー＆タニー / 大谷亮介&キムラ緑子
- EPO
- 森川美穂
- Rie fu
- 村上律
- 中川五郎
- スティーヴ エトウ×竹内朋康
- Qui
- 因幡晃
- シバ
- 浅森坂 / 浅田信一、森山公一、坂本サトル
- 鈴木博文
- 駒沢裕城
- Dachambo
- ダモ鈴木
- リトルキヨシトミニマム!gnk!
- わたなべゆう
- 本夛マキ

### 洋楽
- スタンリー・スミス
- シム・レッドモンド・バンド
- ロータス
- アリシア・ベイ・ローレル
- スティーヴ・キモック
- moe
- エルヴィン・ビショップ
- ファンキー・ミーターズ
- ルーシー・フォスター
- ジョン・ディー・グラハム
- グレン・フィリップス
- ジャネット・クライン
- パール・アレキサンダー
- ダンプスタ・ファンク
- アッシュ・グランワルド